# Rod Hinks
Roderick Hinks, detto Rod (Toronto, 11 aprile 1971 – Burlington, 18 settembre 2014), è stato un hockeista su ghiaccio canadese.
Nella sua lunga carriera ha giocato in numerosi campionati, sia nordamericani che europei.

## Palmarès

### Club
- Campionato austriaco: 1

Villacher EV: 2001-2002